# 大栗道栄
大栗道栄（道榮、おおぐり どうえい、1932年3月12日-2021年6月21日）は、真言宗の僧、文筆家。

## 人物・来歴
徳島県四国八十八カ所第十三番霊場に生まれる。中央大学を経て、高野山専修学院を卒業。
1977年東京代々木に大日寺を建立。伝燈大阿闍梨と高野山真言宗大僧正。
日本文芸大賞特別賞受賞。

## 著書
- 『空海!ちょっと悟って感動の人生学 楽しい生き方・儲かり方』中経出版 1984　『空海!感動の人生学』中経の文庫　2008
- 『なるほどザ・般若心経 毎日の生きがい心訓』中経出版 1985
- 『真説・釈迦の教え 心にしみる仏教説話入門』日本文芸社 1986
- 『どんぐり和尚の心の修行塾 やっていますか"自分行"』ぱるす出版 1988
- 『はじめての般若心経 入門者のための心と行動の指針書』日本文芸社 1988
- 『あなたを守る開運十三仏 あなたの「守り本尊」と「運勢」がわかる本』日本文芸社 1989
- 『仏教の知恵 人を活かし会社を伸ばす いま求められる仏の精神に沿った「道理」の経営術』日本文芸社 1991
- 『よくわかる「観音経」のすべて』日本文芸社 1991
- 『現代に生きる空海のことば 心と行動そして人生のための八十八の「ことばのお守り」』日本文芸社 1992　「人生の悩みが消える空海の教え」知的生きかた文庫 三笠書房, 2016.12
- 『こばなし法話集』国書刊行会 1993
- 『よくわかる密教のすべて 宗教を超越した驚くべき仏と人の大宇宙』日本文芸社 1993
- 『生き方の教典6道60心 弘法大師に聞く心の不思議』新人物往来社 1994
- 『八十八精選 五分間法話集』国書刊行会 1994
- 『楽らく説ける心経法話』国書刊行会 1994
- 『平成の寺小屋ばなし 大往生の巻』碩文社 1996
- 『図説「理趣経」入門 密教の核心』鈴木出版 1997
- 『よくわかる四度加行の教則』国書刊行会 1997
- 『元気がでる哲学「般若心経入門」』リヨン社 1999　「心が洗われ、迷いが晴れる!般若心経入門」(二見レインボー文庫)二見書房, 2017.5
- 『弘法大師六十心説法 法話に生きる大日経』国書刊行会 1999
- 『図説密教入門』鈴木出版 2000
- 『図説『観音経』入門 法華経全章「28品」解説付』鈴木出版 2001
- 『よくわかる声明入門』国書刊行会 2001
- 『声を出して覚える般若心経』中経出版 2002
- 『図説般若心経入門』鈴木出版 2002
- 『図説密教占い あなたの運勢と守り本尊』鈴木出版 2002
- 『願いがかなう般若心経 262文字の生活指導書』講談社+α新書 2002
- 『弘法大師空海のことば 困ったときのヒント』鈴木出版 2003
- 『声を出して覚える観音経』中経出版 2003
- 『大栗道榮和尚のココロ塾』中経出版　2006

1　極楽往生できる人できない人　
2　死ぬときって、何が見えるんだろう
3　人に恩を感じたら恨みに思ったら
4　地獄のくらし極楽のくらし
5　人の心には、仏と鬼が棲む 人の心は顔に表れる
6　壮にして学べば、老いず衰えず 生涯勉強する人はいつまでも若い
- 『よく働き、よく生きる 仏教に学ぶ幸せなお金儲け』幻冬舎 2006
- 『ポケット般若心経』中経の文庫　2008
- 『心穏やかに生きる釈迦の教え』中経の文庫 2009
- 『正しいお遍路の拝み方唱え方』原書房 2009
- 『ポケット観音さまの教え』中経の文庫 2009
- 『ポケット極楽大往生』中経の文庫 2009
- 『現代に生きる空海の言葉 心と行動そして人生のための「言葉のお守り」』日本文芸社 日文新書 2010
- 『ポケット心の旅法華経入門』中経の文庫 2010
- 『空海!感動の言葉』中経の文庫 2011
- 『空海!感動の四国八十八箇所の歩き方』中経の文庫 2011
- 『声を出して覚える般若心経 カラー版』中経出版 2012

共著
- 『四座講式 声明で語られた釈迦の物語』金田一春彦共著 新潮社 1992